# Ernst Bernhard
Ernst Bernhard (Berlino, 18 settembre 1896 – Roma, 29 giugno 1965) è stato uno psicoanalista, pediatra e astrologo tedesco.

## Biografia
Nasce a Berlino nel 1896 da genitori ebrei. Divenuto medico e pediatra, dopo un'analisi freudiana con Otto Fenichel e Sàndor Radò, Bernhard passò all'analisi junghiana.
Dal 1935 a Zurigo lavora con lo stesso Carl Gustav Jung del quale divenne un seguace radicalizzando le teorie junghiane con spiccate venature teosofiche ed esoteriche. Studiava e applicava la chiromanzia e l'astrologia, faceva lunghi digiuni, consultava assiduamente l'I Ching, l'antico libro-oracolo cinese con prefazione a firma di Carl Gustav Jung.
A seguito delle leggi razziali naziste, che lo privarono della cittadinanza tedesca e di molti diritti (come accaduto a tutti gli ebrei che vivevano in Germania), per sfuggire alle persecuzioni decise di trasferirsi in Inghilterra come Freud, ma Londra gli rifiutò l'ingresso perché pare suscitasse perplessità proprio la sua pratica di discipline esoteriche, in particolare la chirologia e l'astrologia. Decise così di stabilirsi in Italia insieme alla moglie Dora e precisamente a Roma dove praticò per trent'anni la psicoterapia junghiana.
Qui entra in contatto con un piccolo gruppo di freudiani diretti da Edoardo Weiss. Dall'amicizia con Weiss scaturì anche una significativa armonia tra i primi junghiani e freudiani.
A seguito delle leggi razziali fasciste del 1938 ebbe molte limitazioni nella professione, e nel 1940 fu arrestato a Roma, in quanto "cittadino straniero apolide di razza ebraica" e portato nel campo di internamento di Ferramonti di Tarsia, in Calabria, dal quale fu liberato nel 1941, in seguito ad un intervento in suo favore di Giuseppe Tucci. Dal campo di Ferramonti non avvenne alcuna deportazione non volontaria verso i lager oltr'alpe a causa della sua posizione poco accessibile e grazie agli interventi del Vaticano che continuarono fino alla sua liberazione da parte delle forze Alleate il 14 settembre 1943;  evitò comunque la prigionia nella zona malarica in cui era situato il campo e l'incertezza di poter essere deportato in un campo di sterminio, le notizie dei quali avevano raggiunto i prigionieri. Poté tornare a vivere a Roma, dove visse nascosto nel periodo dell'occupazione nazista (1943-1944).
Terminata la guerra riprende la sua attività di psicoterapeuta junghiano sempre a Roma, dove rimarrà per tutta la vita pur non prendendo mai la cittadinanza italiana e restando apolide. Ed è da qui che si è diffusa in Italia la psicologia junghiana, grazie agli allievi che Bernhard ha formato tra i quali: Aldo Carotenuto, Mario Trevi, Bianca Garufi, Gianfranco Draghi, Carlo L. Iandelli, Silvana Radogna, Claudio Modigliani, Paolo Aite, Marcello Pignatelli, Silvia Montefoschi,  e Hélène Erba-Tissot, che ha curato l'unico libro di Bernhard: Mitobiografia, opera non organica tratta dagli appunti che prese durante la sua vita.
Nel 1961 lui e i suoi allievi fondarono l'AIPA (Associazione italiana di psicologia analitica)
Nel 1966 da questa associazione iniziale si staccherà un gruppo di dissidenti che assumerà il nome di Centro italiano di psicologia analitica (CIPA).
Personaggi di spicco della cultura italiana gravitarono intorno a Bernhard o furono in analisi con lui; tra questi Federico Fellini, Giacomo Debenedetti, Natalia Ginzburg, Gabriella Bemporad, Giorgio Manganelli, Cristina Campo, Amelia Rosselli e Roberto Bazlen, fondatore con Luciano Foà della casa editrice Adelphi, Luciano Emmer, Carla Vasio, Vittorio De Seta e Adriano Olivetti.
Ernst Bernhard, che amava definire il suo orientamento psicoanalitico con il termine di "psicologia del processo di individuazione", piuttosto che adottare la definizione dello stesso Jung di "psicologia analitica", muore a Roma nel 1965.
Poco prima di morire sentendo avvicinarsi il momento del "distacco" aveva scritto nella sua autobiografia, ripensando alla mai dimenticata esperienza di sopravvissuto alla persecuzione razziale:
(Ernst Bernhard - Mitobiografia)

## LaMitobiografia
L'attività intensissima di Bernhard in Italia fu eminentemente dialogica e discorsiva: pazienti, allievi, seminari occupavano quasi tutto il suo tempo. Il suo essere di madrelingua tedesca, inoltre, gli rendeva ostico lo scrivere in italiano, lingua nella quale pure lavorò prevalentemente, dal momento della sua emigrazione nel 1936.
Come accennato sopra, di lui ci è rimasto un unico testo (uno dei primi titoli della Biblioteca Adelphi, il n. 25), dichiaratamente non organico, prodotto collettaneo di materiali diversi (testi di conferenze, registrazioni di conversazioni, il suo diario), ordinati cronologicamente da Hélène Erba-Tissot.
La natura stessa di quest'opera, e la scelta dell'ordinamento cronologico, forniscono volutamente un panorama "orizzontale", per così dire, del suo pensiero piuttosto che una sua rappresentazione "architetturale". Ne emergono comunque i poli delle riflessioni che accompagnarono la sua vita e la sua opera.
- Il polo più profondo e personale di questo pensiero è l'appartenenza alla radice culturale e psicologica ebraica, nelle sue espressioni più mistiche, e la meditazione del rapporto tra ebraismo e cristianesimo, intesi come correnti profonde e strettamente intrecciate della struttura psicologica dell'uomo contemporaneo. Non a caso, nell'ultimissima riflessione citata nel libro e dettata pochi mesi prima della morte, egli ritorna alla prima lettura di Buber fatta durante la prima guerra mondiale, e a come quella lettura lo aveva stimolato ad approfondire la figura del Cristo.
- Nel tentativo di teorizzare filosoficamente il principio radicalmente monistico del proprio pensiero (radicato nell'ebraismo, ma anche nelle filosofie orientali) Bernhard ritorna al concetto di entelechia ("la vita secondo un disegno", come la definisce egli stesso), principio metafisico posto come motore primario della vita e della coscienza, che (citiamo l'autore) "si manifesta nella coscienza facendo apparire l'interna 'necessità' a cui è soggetta ogni parte, come 'volontà'.".
È questa base filosofica, che induce Bernhard a trasformare la psicologia analitica di Jung in "psicologia del processo di individuazione": la via dell'individuazione è infatti l'esplorazione, da parte dell'individuo, di un percorso di conoscenza che "può significare soltanto la conoscenza del posto e del compito che la 'parte' [soggettivamente, l'individuo] ha nell'organismo dell'Uno".

## Ernst Bernhard visto dagli altri

### Ernst Bernhard nel ricordo di Cristina Campo
"Cristina Campo va da lui per curare l'agorafobia e le crisi di vomito. Lo vede per un periodo piuttosto lungo (almeno due anni), anche se non intraprende un'analisi regolare. Manca per mesi poi, quando l'angoscia le toglie il respiro, si rifugia nello studio di via Gregoriana:
"Si sente -  non è vero- che ieri sono stata da B. Ho dovuto andarci per non perdere, una volta ancora, il controllo della situazione. C'era una bruma di un rosa-lilla sui 14 campanili che si vedono dalle sua finestre...B. mi ha ridato, come altre volte, un pezzetto di terreno su cui posare i piedi". Cristina ammira Bernhard, lo considera una specie di mago, un taumaturgo. Le piace la sua capacità di leggere la mano e di consultare l'I Ching. La sua abilità nel disegnare, per ogni paziente, la Casa del Cielo. Soprattutto apprezza il suo coraggio nell'andare fino in fondo: "È un uomo che ha il senso esatto degli estremi rimedi. Io lascio tutto in equilibrio instabile, le sue parole e le cose". Grazie a lui approfondisce i testi di Jung, che a Firenze ha solo sfiorato. ("È un grandissimo pensatore, lo conosci?" Scrive a Traverso. "C'è tanto di Simone Weil  nei suoi scritti scientifici"). A Bernhard manda gli amici più cari, come Gianfranco Draghi, che diventerà uno dei dirigenti della Società junghiana.". "Bernhard mi ha insegnato a badare all'essenziale; e l'essenziale non può far male a nessuno".

### Ernst Bernhard nei ricordi di Natalia Ginzburg
Nell'estate del 1944 la scrittrice non aveva ancora trent'anni. Suo marito, Leone Ginzburg, era morto in carcere.
"Ero molto depressa, e allora un'amica mi consigliò di andare da Bernhard. Non sapevo niente di lui e mi era indifferente che fosse junghiano, anche perché avevo nozioni confuse sulla differenza tra Jung e Freud."
Bernhard si sedeva davanti a lei e l'ascoltava fumando in un bocchino d'avorio.
"Era un uomo alto, con una coroncina di riccioli argentei, piccoli baffi grigi e spalle un po' strette."
"Mi mettevo a parlare a precipizio"[....]"Benché sapessi di essere io la paziente, trovavo lui molto paziente con me. Prima di salire, mi sedevo in un caffè e appuntavo giù in fretta i miei sogni, con l'affanno di una scolara che deve presentare il compito."
Un episodio buffo, senza significato apparente, tuttavia farà precipitare la situazione:
"Un giorno lo trovai con una camicia chiusa al collo e una cravattina a farfalla. Sulla sua persona austera ed ebraica mi sembrò il più stupido segno della frivolezza.. Di colpo smisi di andare da lui."
Di questo incontro con Bernhard Natalia Ginzburg ha scritto in Mai devi domandarmi (1970).

### Il ricordo del regista Federico Fellini
"...ci siamo visti molto spesso, a volte anche fuori dal suo studio. Bernhard mi ha sempre ispirato un sentimento di grande pace."
"L'immagine del suo studio in via Gregoriana. L'ora in cui lo andavo a trovare più volentieri era quella del tramonto, quindi c'era un sole che a un certo momento rendeva tutto dorato il pulviscolo della stanza. C'erano grandi finestre e l'occhio si perdeva su un panorama sterminato di Roma, mentre giungevano i rintocchi di tutti i campanili. Sembrava di essere in una mongolfiera sospesa nell'aria."

## Opere
- Ernst Bernhard, Mitobiografia,  a cura di Hélène Erba-Tissot,  trad. di Gabriella Bemporad, Adelphi, Milano, 1969; Bompiani, Milano, 1977.
- I Ching di Ernst Bernhard : una lettura psicologica dell'antico libro divinatorio cinese,  a cura di Luciana Marinangeli, La Lepre, Roma, 2015 (commento di Bernhard a I Ching, dettato nel 1959 all’allieva Carla Vasio)

## Lettere
- Ernst Bernhard, Lettere a Dora dal campo di concentramento di Ferramonti (1940-1941) Con le lettere di Dora da Roma, a cura di Luciana Marinangeli, Aragno, Torino, 2001.
- Psiche e psichiatria 1934-1959. Lettere tra Ernst Bernhard e Carl Gustav Jung, S. Carrara, G. Sorge (a cura di), La Biblioteca di Vivarium, collana Rivista di psicologia analitica, 4, 2001, ISBN 88-87131376.